# Crassispira nymphia
Crassispira nymphia är en snäckart som beskrevs av Henry Augustus Pilsbry och Lowe 1932. Crassispira nymphia ingår i släktet Crassispira och familjen Turridae. Inga underarter finns listade i Catalogue of Life.